# 전단변환행렬

직사각형 그리드와 일부 영역 (파란색)의 전단효과 (녹색)에 의해 설명 된 계수 m = 1.25 인 평면의 수평 전단, 검은 색 점은 원점

좌표평면상에서 전단 매핑(shear mapping, 전단 맵)은 고정된 방향으로 각 포인트를 그 방향과 평행한 라인에서 부호가있는 거리에 비례하는 양만큼 이동시키는 선형 맵이다. 이러한 유클리드 기하학 유형의 매핑은 전단 변환(transvection) 또는 간단히 전단이라고도한다.
예를 들어 좌표가있는 점을 사용하는 매핑이다. 좌표 {\displaystyle (x,y)}로부터 {\displaystyle (x+2y,y)}까지에서 이 경우, 변위는 수평이고, 고정된 선의 방향은 {\displaystyle x}축, 그리고 이동한 거리는 {\displaystyle y}와 동등하고 기준선의 반대편에 있는 점들은 그 방향으로 변위된다.
전단 매핑은 회전과 혼동되어서는 안된다. 평면의 점 집합에 전단 맵을 적용하면 평면 사이의 모든 각도 (직선 각도 제외)와 변위 방향과 평행하지 않은 선분 의 길이가 변경된다. 따라서 일반적으로 정사각형을 비 정사각형 평행 사변형으로 , 원 형태를 타원 형으로 바꾸는 등 기하학적인 도형의 모양을 왜곡할 수 있게된다. 그러나 전단은 기하학적인 영역과 동일 선상의 점의 상대적 거리를 보존한다.
또한 컴퓨터 그래픽 특히 타이포그래피에서 전단 매핑은 수직과 기울어 진(또는 기울임 꼴) 문자 스타일 간의 주요 차이점을 얻게 할 수 있다.
유체 역학에서 전단 매핑은 상대 운동에서 평면 판 위에서의 유체 흐름을 나타낸다.
거리가 고정 된 평면에서 측정된다는 점을 제외하고는 동일한 정의가 3 차원 형상에서 사용된다. 3 차원 시어링 변환(전단 변환,transvection)은 솔리드 형상의 볼륨을 유지하지만 평면의 영역으로 변경된다 (변위와 평행한 영역 제외). 이 변환은 플레이트(평면 판)상의 유체의 층류 흐름을 설명하는 데 사용된다. 유체는 평면 위로 이동하고 평면과 평행한다.
일반적으로 {\displaystyle n}차원 적 데카르트 공간 {\displaystyle {R}^{n}} 거리는 변위 방향과 평행한 고정 초평면으로부터 측정된다. 이 기하학적 변환은 {\displaystyle {R}^{n}}에서 {\displaystyle n} 차원의 측도를 제공한다.

## 전단 행렬 표현
수평 전단
{\displaystyle {\begin{pmatrix}1&m\\0&1\end{pmatrix}}{\begin{pmatrix}x\\y\end{pmatrix}}={\begin{pmatrix}x+my\\y\end{pmatrix}}={\begin{pmatrix}x^{\prime }\\y\end{pmatrix}}}
수직 전단
{\displaystyle {\begin{pmatrix}1&0\\m&1\end{pmatrix}}{\begin{pmatrix}x\\y\end{pmatrix}}={\begin{pmatrix}x\\mx+y\end{pmatrix}}={\begin{pmatrix}x\\y^{\prime }\end{pmatrix}}}
전단행렬 {\displaystyle {\begin{pmatrix}1&m\\0&1\end{pmatrix}}} 과 {\displaystyle {\begin{pmatrix}1&0\\m&1\end{pmatrix}}}에서 {\displaystyle m}은 전단 인자(shear factor)
{\displaystyle x}축 과  {\displaystyle y}축에  각 각  수직, 수평으로 전단(기울어짐)하는 수직 전단과 수평 전단 행렬은 서로에 대해 전치행렬이다.
전단 정도의 각도는 전단 각으로 불린다.

## 일반적인 전단 매핑
벡터 공간 V 와 부분 벡터 공간 W에 대해 전단 고정 W는 모든 벡터를 W 와 평행하게 변환한다.
보다 정확하게는 V 가 W 와 W' 의 직접 합계이고 벡터를 다음과 같이 쓸 수 있다.
v = w + w'
이에 상응하여, 전형적인 전단 고정 W는 L 에 대해서
L ( v ) = ( w + Mw' ) + w'
여기서 M 은 W '에서 W 로의 선형 매핑이다. 따라서 블록 행렬에서 L 은 다음과 같이 나타낼 수있다.
{\displaystyle {\begin{pmatrix}I&M\\0&I\end{pmatrix}}}

## 같이 보기
- 변환행렬